# BMW HP2 Megamoto
Die BMW HP2 Megamoto ist ein teilverkleidetes Motorrad des deutschen Fahrzeugherstellers BMW. Die Supermoto wurde im Oktober 2006 zusammen mit dem Schwestermodell BMW G 650 Xmoto auf der Intermot in Köln vorgestellt und basiert technisch weitgehend auf der BMW HP2 Enduro, deren Produktion sie unmittelbar im August 2006 ablöste. Die Megamoto wurde bis November 2008 im BMW-Werk Berlin in Spandau hergestellt und ohne Nachfolger aus dem Programm genommen.

## Fahrzeugbezeichnung
Die Modellbezeichnung HP2 steht für High Performance (deutsch Hochleistung), Megamoto ist eine Wortschöpfung der Marketingabteilungen von BMW und KTM für leistungsstarke Supermotos. Die Baureihe hat den Werkscode K25H und die Fahrzeug-Identifizierungsnummer (FIN) lautet 0310.

## Technische Daten
Die Megamoto ist etwas tiefergelegt als die HP2 Enduro, sie hat kürzere Federwege und kleinere 17" Räder mit Straßenbereifung, woraus eine niedrigere Sitzhöhe resultiert. Am Vorderrad verzögern zwei Scheibenbremsen, das Cockpit wurde um einen Drehzahlmesser ergänzt. Das Verdichtungsverhältnis wurde von 11:0 auf 12:1 erhöht, wodurch die Nennleistung um 6 kW (8 PS) stieg.

### Antrieb
Die HP2 wird von einem luft- und ölgekühlten Boxermotor angetrieben. Der Viertaktmotor hat zwei Zylinder und je eine Nockenwelle und vier Ventile pro Zylinder. Die zwei Zylinder haben eine Bohrung von durchschnittlich 101 mm Durchmesser und die Kolben einen Hub von 73 mm. Die exponierten Ventildeckel bestehen zur Gewichtsreduzierung aus einer Aluminiumlegierung mit Anteilen von Magnesium.
Die Einscheibentrockenkupplung wird hydraulisch betätigt. Das Getriebe hat sechs Gänge. Im Sekundärantrieb überträgt eine Kardanwelle mit zwei Gelenken das Drehmoment vom Getriebeausgang zur Hinterachse. Das Motorrad beschleunigt in 3,4 Sekunden von 0 auf 100 km/h und erreicht eine Höchstgeschwindigkeit von 215 km/h.

### Rahmen und Fahrwerk
Die Megamoto hat einen Gitterrahmen aus Stahlrohren. Das Rahmenlayout basiert auf dem des Rallye-Motorrads BMW R 900RR (1999–2001). Der Motor ist anders als bei der GS kein mittragendes Element. Das Vorderrad wird statt von einem schweren Telelever von einer Upside-down-Gabel von Marzocchi mit 45 Millimeter Gleitrohrdurchmesser geführt. Der Lenkkopfwinkel beträgt 61,4 Grad, der Nachlauf 95 mm. Die hintere geschmiedete Einarmschwinge aus Aluminium mit Paralever-Momentabstützung hat eine zentrale Feder-Dämpfer-Einheit (Federbein) von Öhlins mit 160 mm Federweg.
Die Bremsanlage von Brembo stammt von dem Sportboxer BMW R 1200 S. Die zwei Scheibenbremsen am Vorderrad haben schwimmend gelagerte Bremsscheiben mit 320 mm Durchmesser und  4-Kolben-Festsättel. Am Hinterrad arbeitet eine Scheibenbremse mit 265 mm Scheibendurchmesser und Doppel-Kolben-Schwimmsattel. Ein Antiblockiersystem war ab Februar 2008 optional erhältlich. Die mittlere Verzögerung beträgt 9,3 m/s². Die zulässige Gesamtmasse beträgt 380 kg, die maximale Zuladung 178 kg.
Die Megamoto wurde serienmäßig mit indigoblauen Gussrädern aus Aluminium ausgeliefert. Die Felgenmaße betragen vorn 3,50x17" und hinten 5,50x17". Optional und gegen Aufpreis waren – bei identischen Radgrößen – geschmiedete Aluminiumräder zur Nachrüstung erhältlich. Die Bereifung trägt vorne die Bezeichnung 120/70 ZR 17 und hinten 180/55 ZR 17. Das mittlere Verkleidungsteil des Kraftstofftanks, die Verkleidung des asymmetrischen Scheinwerfers sowie die Vorderradabdeckung sind aus kohlenstofffaserverstärktem Kunststoff.

### Leistung-/Verbrauchswerte
Der durchschnittliche Kraftstoffverbrauch beträgt 4,6 Liter auf 100 km. Der Kraftstofftank ist aus Polyethylen und fasst 13 Liter, davon sind 4 Liter Reserve. Der Hersteller empfiehlt die Verwendung von Motorenbenzin mit einer Klopffestigkeit von mindestens 98 Oktan („SuperPlus“), dank der Klopfregelung kann auch Treibstoff mit 95 Oktan verwendet werden. Ein geregelter Drei-Wege-Katalysator mit Lambdasonde senkt die Schadstoffe unter die Grenzwerte der Abgasnorm Euro-3. Die zweiflutige 2-in-1-Abgasanlage stammt von Akrapovič.
Die Megamoto war ausschließlich in der Farbkombination „auraweiß/magnesium-metallic“ erhältlich. Konkurrenzmodelle im Marktsegment der Supermoto mit vergleichbarer Fahrwerksauslegung und Motorleistung waren die Ducati Hypermotard 1100 S und die KTM 950 Supermoto.

## Rennsport
Am 21. Juli 2007 fuhr der US-Amerikaner Gary Trachy auf einer straßenzugelassenen HP2 Megamoto einen neuen Streckenrekord in 11:46 min bei dem 85. Bergrennen Pikes Peak International Hill Climb in der 1200-cm³-Klasse.

## Kritiken
„Die BMW glänzt mit ausgezeichneter Kurvenstabilität. Was ein Verdienst der strammen Abstimmung ist. Komfort darf der Reiter nicht erwarten. Der ist auf der BMW made in Sparta. Auch, weil die schmale Sitzbank alles andere als ein flauschiges Langstrecken-Möbel ist.“

„Die HP2 Megamoto ist eine Luxus-Göre. Sie kostet nicht nur einmal richtig viel Geld und fällt nicht nur durch ihr dekadentes Auftreten unangenehm auf. Sie will ungezogen gefahren werden, viel ungezogener noch als alle bisherigen Motorräder von BMW.“

„Die HP2 ist ein kerniges Ding, hart und herzlich in der Abstimmung, und sie reagiert recht ruppig auf Rillen und Absätze im Straßenbelag. Doch dieses aufmüpfige Verhalten passt zu der BMW und stellt den Fahrer nur dann vor Probleme, wenn er sich davon überraschen lässt. Daher benötigt die Megamoto volle Konzentration. Sie ist nichts für Genuss-Cruiser, die gemütlich zockeln wollen, sondern sie fordert und will gefordert werden – ständig, immer, jederzeit.“

“The Megamoto is not for traditional BMW customers – far too impractical – and it offers no more than any other soft supermoto despite the big price premium for buyers in that sector.”

„Die Megamoto ist nicht für traditionelle BMW Kunden – viel zu unpraktisch – und sie bietet für Kunden in diesem Sektor außer einem Premiumpreis nicht mehr als jede andere Soft-Enduro.“